# Ворнамбул
Ворнамбул (енгл. Warrnambool) је град Аустралији у савезној држави Викторија (Аустралија). Према попису из 2006. у граду је живело 28.150 становника.

## Становништво
Према попису, у граду је 2006. живело 28.150 становника.
| 1991.  | 1996.  | 2001.  | 2006.  |
| ------ | ------ | ------ | ------ |
| 23,946 | 26,052 | 26,843 | 28,150 |